# Crows Nest
Crows Nest är en förort till Sydney i Australien. Den ligger i kommunen North Sydney och delstaten New South Wales, i den sydöstra delen av landet.
Runt Crows Nest är det i huvudsak tätbebyggt. Genomsnittlig årsnederbörd är 1 380 millimeter. Den regnigaste månaden är februari, med i genomsnitt 200 mm nederbörd, och den torraste är juli, med 36 mm nederbörd.